# 林塞區

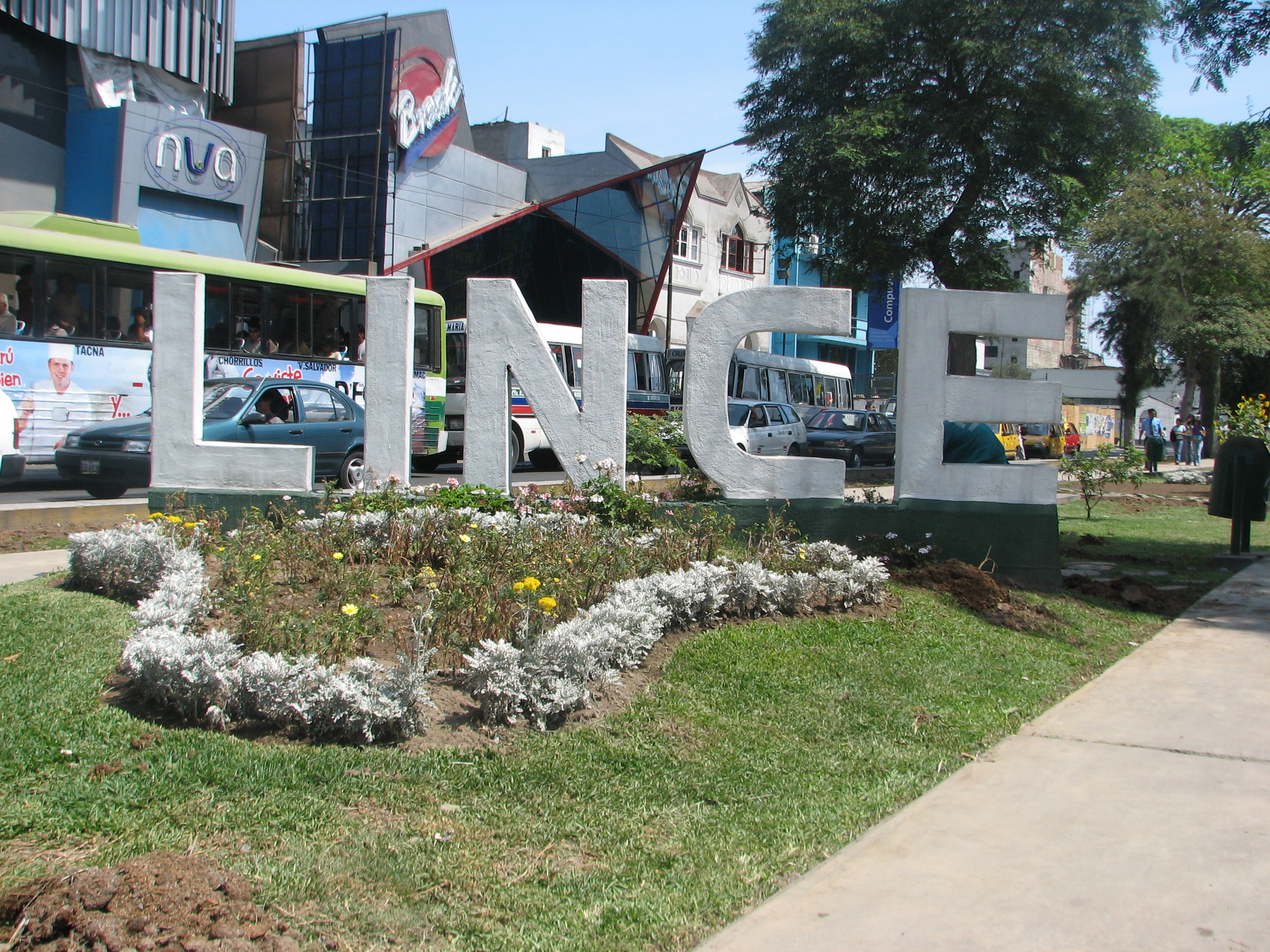

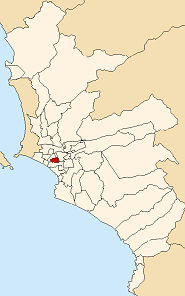

12°6′S 77°3′W / 12.100°S 77.050°W
林塞區（西班牙語：Distrito de Lince），是秘魯的一個區，位於該國西部利馬大區的利馬省，始建於1936年5月29日，面積3.03平方公里，海拔高度117米，2007年人口55,242，人口密度每平方公里18,232人。